# Bandiera della Macedonia del Nord
La bandiera della Macedonia del Nord rappresenta un sole nascente giallo, con otto raggi che si estendono fino ai bordi del campo rosso. Rappresenta il "nuovo sole della libertà", evocato nell'inno nazionale macedone Denes nad Makedonija (Oggi sulla Macedonia):

## Colori
| Sistema             | Rosso     | Giallo     |
| ------------------- | --------- | ---------- |
| RGB                 | 216–33–38 | 248–233–46 |
| Formato esadecimale | #D82126   | #F8E92E    |

## Bandiere precedenti
Fino al 1991, quando la Repubblica Socialista di Macedonia era parte della Repubblica Socialista Federale di Jugoslavia, la bandiera era una bandiera rossa con una stella rossa bordata di giallo nel cantone superiore sinistro, sul lato del pennone.
Dal 1991 al 1995, la bandiera ritraeva il Sole di Verghina, il che portò a proteste della confinante Grecia a causa delle origini del simbolo.

Bandiera della Repubblica Popolare di Macedonia (1944-1946)

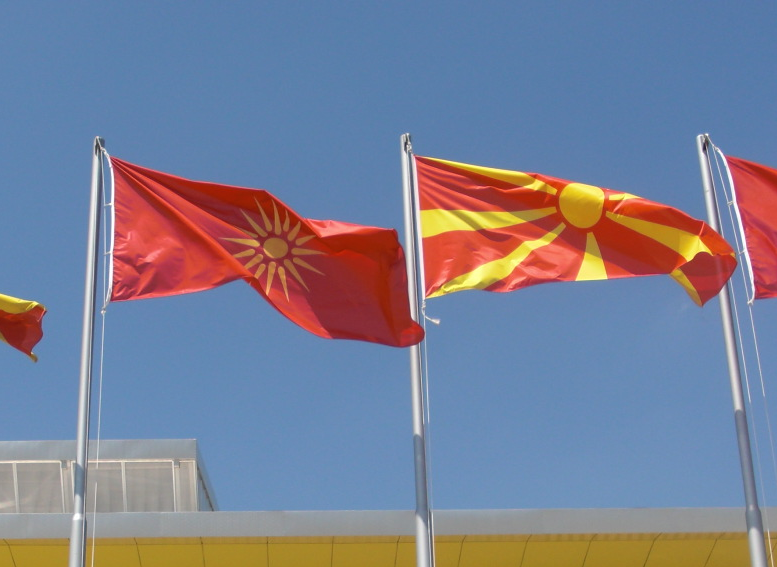
La "vecchia" e la "nuova" bandiera macedone a Skopje

Bandiera della Repubblica Socialista di Macedonia (1946-1991)
Bandiera della Repubblica di Macedonia (1992-95)